# John Canton
John Canton (Stroud, Gloucestershire, 1718. július 31. – London, 1772. március 22.) angol fizikus és tanár.

## Életpálya
1737-ben egyetemi tanulmányait követően Londonban egy magániskola igazgatójának a titkára lett. 1745-től az iskola igazgatója.
Sok kísérletet végzett az elektromosság területén. Canton találta fel az elektromosság előállítására az amalgám használatát az üveg dörzsölésére olajozott selyem helyett. Az üvegen keletkező elektromosság nemére nézve azt állapította meg, hogy az a dörzsölt felülettől függ, a csiszolt üveg dörzsölés révén pozitív, a homályos pedig negatív elektromosságú lesz. Canton szerkesztette az első elektroszkópot, mely cérnán függő, szekrényben elhelyezett bodzabél golyóból állott. Kimutatta, hogyan lehet egy elszigetelten felállított leideni palackot a két fegyverzet váltakozó megérintésével lassanként kisütni és hogyan lehet a szikrák mennyiségéből, melyeket egy elszigetelt vezetővel közöltünk, a palack töltésének mértékét meghatározni. Érdekes kísérleteket tett arra nézve, hogyan lehet légmentesen elzárt üvegedényt elektromossá tenni. Felfedezett ugyanis egy foszforeszkáló anyagot, melyet osztrigahéjból és kénből lehet előállítani, ezenkívül egy módszert talált ki, amellyel a Föld mágnességével lehet mágnesezni és fölfedezte a víz összenyomhatóságát.

## Kutatási területei
- új megoldást talált a mágnesek mesterséges előállítására. Leírta, hogyan lehet az acélt pusztán a földmágnességgel megmágnesezni,
- 1752-ben elsőként igazolta kísérletileg Benjamin Franklin feltevését a villámlás és az elektromosság azonosságáról,
- 1768-ban egy foszforeszkáló anyagot fedezett fel, amely "Canton foszfora" nevet kapta,
- a víz és egyéb folyadékok összenyomhatóságát bizonyította.

## Szakmai sikerek
- 1751-ben Copley-érmet kapott a mágnesekkel kapcsolatos kutatómunkájáért,
- egyben a Royal Society (Királyi Természettudományos Akadémia) tagja lett.

## Nevezetesebb művei
- A method of making artificial magnets without the use of and get far superior to, any natural ones (Phil. Tr. 1751)
- Observations of the planet Venus on the Sun's disk. June 6, 1761 etc. (uo. 1761)
- Experiments to prove that water is not incompressible (uo. 1762)
- On the compressibility of water and some other fluids (uo. 1764)
- An easy method of making a phosphoras etc. (uo. 1768)
- Observations of the transit of Venus, June 3, 1769 (uo. 1760)